# NGC 3894
NGC 3894 (другие обозначения — UGC 6779, MCG 10-17-78, ZWG 292.33, KCPG 303A, PGC 36889) — эллиптическая галактика (E4) в созвездии Большая Медведица.
Этот объект входит в число перечисленных в оригинальной редакции «Нового общего каталога».
Галактика NGC 3894 входит в состав группы галактик NGC 3963. Помимо NGC 3894 в группу также входят NGC 3770, NGC 3809, NGC 3895, NGC 3958, NGC 3963, UGC 6732 и NGC 3835A.
Является галактикой с активным ядром низкой светимости. В NGC 3894 находится радиоисточник 1146+596, который также испускает гамма-излучение высокой энергии.